# بيت سيمز
بيت سيمز (بالإنجليزية: Pete Sims)‏ هو لاعب كرة قاعدة أمريكي، ولد في 24 مايو 1891 في كراون سيتي في الولايات المتحدة، وتوفي في 2 ديسمبر 1968 في دالاس في الولايات المتحدة.